# Liste der Kulturdenkmäler in Grüsselbach
Die folgende Liste enthält die in der Denkmaltopographie ausgewiesenen Kulturdenkmäler auf dem Gebiet des Ortsteils Grüsselbach der Gemeinde Rasdorf, Landkreis Fulda, Hessen.
Hinweis: Die Reihenfolge der Denkmäler in dieser Liste orientiert sich an der Anschrift, alternativ ist sie auch nach der Bezeichnung, der vom Landesamt für Denkmalpflege vergebenen Nummer oder der Bauzeit sortierbar.
Kulturdenkmäler werden fortlaufend im Denkmalverzeichnis des Landes Hessen durch das Landesamt für Denkmalpflege Hessen auf Basis des Hessischen Denkmalschutzgesetzes (HDSchG) geführt. Die Schutzwürdigkeit eines Kulturdenkmals hängt nicht von der Eintragung in das Denkmalverzeichnis des Landes Hessen oder der Veröffentlichung in der Denkmaltopographie ab.

Das Vorhandensein oder Fehlen eines Objekts in dieser Liste ist keine rechtsverbindliche Auskunft darüber, ob es Kulturdenkmal ist oder nicht: Diese Liste entspricht möglicherweise nicht dem aktuellen Stand der offiziellen Denkmaltopographie. Diese ist für Hessen in den entsprechenden Bänden der Denkmaltopographie Bundesrepublik Deutschland und im Internet unter DenkXweb – Kulturdenkmäler in Hessen einsehbar. Auch diese Quellen sind, obwohl sie durch das Landesamt für Denkmalpflege Hessen aktualisiert werden, nicht immer aktuell, da es im Denkmalbestand immer wieder Änderungen gibt.
Eine verbindliche Auskunft erteilt allein das Landesamt für Denkmalpflege Hessen.
Nutze diese Kartenansicht, um Koordinaten in der Liste zu setzen. In dieser Kartenansicht sind Kulturdenkmale ohne Koordinaten mit einem roten bzw. orangen Marker dargestellt und können in der Karte gesetzt werden. Kulturdenkmale ohne Bild sind mit einem blauen bzw. roten Marker gekennzeichnet, Kulturdenkmale mit Bild mit einem grünen bzw. orangen Marker.
| Bild            | Bezeichnung                  | Lage                                                       | Beschreibung  | Bauzeit | Objekt-Nr. |
| --------------- | ---------------------------- | ---------------------------------------------------------- | ------------- | ------- | ---------- |
| Bild gesucht BW | Fachwerkhaus                 | Am Grüsselbach 1 LageFlur: 7, Flurstück: 67/2              |               |         | 37296 DDB  |
| Bild gesucht BW | Fachwerkhaus                 | Am Grüsselbach 10 LageFlur: 7, Flurstück: 37/1             |               |         | 37297 DDB  |
| Bild gesucht BW | Fachwerkhaus                 | Am Grüsselbach 16 LageFlur: 7, Flurstück: 30/5             |               |         | 37298 DDB  |
| weitere Bilder  | Wegekreuz                    | Hinterm Dorfe LageFlur: 11, Flurstück: 88/1                | Steinkruzifix |         | 37306 DDB  |
| weitere Bilder  | Sachgesamtheit „Point Alpha“ | Hummelsberg LageFlur: 10, Flurstück: 24/1                  |               |         | 37295 DDB  |
| Bild gesucht BW | Bildstock                    | In der Standorf LageFlur: 4, Flurstück: 72/29              |               |         | 37305 DDB  |
| Bild gesucht BW | Friedhofskreuz               | Kirchhofstück (Mühlenstraße) LageFlur: 11, Flurstück: 55/1 |               |         | 37299 DDB  |
| Bild gesucht BW | Fachwerkhaus                 | Schulstraße 2 LageFlur: 7, Flurstück: 25/3                 |               |         | 37300 DDB  |
| Bild gesucht BW | Katholische Kirche           | Schulstraße 3 LageFlur: 7, Flurstück: 8/1                  |               |         | 37301 DDB  |
| Bild gesucht BW | Fachwerkhaus                 | Schulstraße 6 LageFlur: 7, Flurstück: 18/5                 |               |         | 37302 DDB  |
| Bild gesucht BW | Fachwerkhaus                 | Schulstraße 7 LageFlur: 7, Flurstück: 9/1                  |               |         | 37303 DDB  |
| Bild gesucht BW | Villa                        | Waldhof 1 LageFlur: 9, Flurstück: 1/24                     |               |         | 37304 DDB  |